# Antidotarium Nicolai
Het Antidotarium Nicolai is een voorschriftenboek voor artsen en apothekers, geschreven tussen de 11e en de 13e eeuw door een arts aan de Medische School van Salerno. Deze richtlijn voor medische studenten werd een basiswerk in de middeleeuwse farmacologie. De auteur van het boek was mogelijk de Byzantijn Nicolaus Myrepsus, hoogleraar in Salerno.

## Inhoud
Vanaf de 8e eeuw werden veel receptenverzamelingen uit het Grieks en Arabisch naar het Latijn vertaald en verspreid, die gebruikt werden in de kloosters en bij de medische opleidingen. Deze kennis was echter verspreid en onoverzichtelijk. Verder was er vaak verwarring rond de benaming van de ingrediënten, waarvan sommige in Europa onbekend waren. Aan de befaamde medische school van Salerno stelde men een 'Antidotarium Magnum' samen, een alfabetisch compendium van alle bekende geneesmiddelen en farmacologische hulpmiddelen. Dit omvangrijke boek bevatte ongeveer 1000 voorschriften waaruit de auteur Nicolaus er 120 selecteerde. Hij beperkte ook het aantal ingrediënten per voorschrift tot maximaal 30 en voerde verder een gewichtensysteem in, om zo de ingrediënten nauwkeurig te kunnen afmeten. In dit gewichtensysteem vormde de granum de basis en van daaruit kon worden omgerekend naar toentertijd gangbare gewichten als scrupulum, drachma, uncia en libra. Een granum woog in Romaans sprekende regio's circa 50 milligram; in andere regio's 60 mg. In niet-Romaans sprekende regio's, Venetië en Sicilië bestond een scrupulum uit 20 grana; in andere regio's 24.
Het antidotarium geeft slechts summiere beschrijvingen van de grondstoffen en de bereidingen van de geneesmiddelen. Dit werd verondersteld te behoren tot de parate kennis. Wel zijn er uitvoerige beschrijvingen van indicaties als hulpmiddel voor medische studenten. Ook gaf Nicolaus verklaringen voor de namen van de geneesmiddelen; deze namen waren afgeleid van het voornaamste werkzame bestanddeel. Tot slot besteedde hij veel aandacht aan de houdbaarheid van de preparaten.

## Invloed
Rond 1270 werd het Antidotarium Nicolai gebruikt als officieel leerboek van de medische faculteit van Parijs, en in 1309 raadde Arnold de Villenova het aan voor de medische school van Montpellier. In de Keure van Yper (tussen 1292 en 1300) werd het gebruik van het voorschriftenboek verplicht gesteld. Zo werd het steeds meer een officieel voorschriftenboek voor artsen en apothekers in plaats van een richtlijn voor studenten. Een Middelnederlandse vertaling uit 1351 bevindt zich in de collectie van de Koninklijke Bibliotheek te Brussel. In 1471 verscheen in Venetië een eerste gedrukte versie van het boek in het Latijn.